# Flora Thiemann
Flora Thiemann (Berlino, 2002) è un'attrice tedesca.

## Biografia
Thiemann ha iniziato la carriera cinematografica nel 2010 interpretando ruoli minori , ottenendo il suo primo ruolo da protagonista nel film per bambini Sputnik nel 2013.

## Filmografia
- Doctor's Diary - Gli uomini sono la migliore medicina (Doctor's Diary - Männer sind die beste Medizin) - serie TV (2009)
- Zivilcourage - regia di Dror Zahavi (2010)
- Undercover Love - regia di Franziska Meyer Price (2010)
- Sputnik - regia di Markus Dietrich (2013)
- La conseguenza (The Aftermath) - regia di James Kent  (2019)
- Squadra speciale Lipsia (SOKO Leipzig) - serie TV (1 episodio) (2018)
- Lehrer kann jeder! - regia di Ingo Rasper (2022)
- Il Grifone (Der Greif)  - serie TV (2023)